# 第三脳室
第三脳室（だいさんのうしつ、英: third ventricle）とは、左右の間脳に挟まれた空間を指す。両外側では室間孔（interventricular foramen、またはモンロー孔、Monro foramen）を通じて側脳室に、尾側では中脳水道を通じて第四脳室につながり、脳脊髄液（cerebrospinal fluid、以下CSF）の通り道になっている。
第三脳室は、左右の視床を隔てる幅の狭い空間である。その壁になっているものを次に挙げる。なお、この場所では特に方向の表現が誤解されやすい。原則として間脳・大脳については前が吻側・上が背側、脳幹については前方ななめ上が吻側である。
- 外側：左右の視床と視床下部。左右の視床をつなぐ視床間橋が第三脳室を通り抜けている。
- 背側（上）：第三脳室の脈絡組織。脈絡組織は第三脳室の吻側端近くで後外側に折れかえり、側脳室の脈絡組織に移行する。このとき第三脳室と側脳室の連絡であるモンロー孔を通る。脈絡組織を隔てて第三脳室の背側はクモ膜下腔の続きで大脳横裂と呼ばれる。大脳横裂は第三脳室の脈絡組織と脳弓の間の狭い隙間である。
- 吻側（前）：モンロー孔の吻側では、前交連が左右の大脳半球をつなぐ。前交連はやや前下方の視交叉まで続いて第三脳室の吻側壁を作っている。視交叉の場所が第三脳室の中でもっとも吻側にある。
- 腹側（下）：視交叉のすぐ後下方から漏斗が伸びる。漏斗は下垂体の根元にあたる部分である。第三脳室の尾側壁はもっとも前方が漏斗に向かう線維で作られ、その後ろは中脳の吻側（上）面である。
- 尾側（後ろ）：中脳水道が第三脳室に開く部分の後方で、後交連が左右の大脳半球をつなぐ。第三脳室の尾側壁は後交連からその後方の松果体に続く。松果体の部分が第三脳室の中でもっとも尾側にあり、そこには前上方から第三脳室の脈絡叢がつながっている。

側脳室の脈絡叢で作られたCSFはモンロー孔を通って第三脳室に入り、第三脳室の脈絡叢で作られた分とともに中脳水道から第四脳室に向かう。詳しくは脳脊髄液を参照されよ。

## 画像

第三脳室の位置を様々な角度から眺めた動画。赤色で示す領域が第三脳室。（画像出典：Anatomography）